# Шломи
Шломи (ивр. שלומי‎) — населенный пункт, расположенный в северной части Израиля, около границы с Ливаном.

## История
Город был основан в 1950 году иммигрантами из Марокко. В девяностых годах XX века заселялся выходцами из Советского Союза.
Город неоднократно подвергался ракетным обстрелам со стороны боевиков организации «Хезболла».
- 11 мая 2005 года и 11 мая 2006 года — в день вступления Израиля в ООН;
- 12 июля 2006 года — при похищении боевиками двух израильских военнослужащих (день начала Второй Ливанской войны)

Во время войны 2023—2024 годов между ХАМАС и Израилем северные приграничные общины Израиля, включая Шломи, подверглись целенаправленным атакам со стороны «Хезболлы» и палестинских терриристических группировок, базирующихся в Ливане, и были эвакуированы.

## Население
По данным Центрального статистического бюро Израиля, население на начало 2020 года составляло 6 511 человек.